# The Daylight and Building Component Award
The Daylight and Building Component Award gives årligt til enkeltpersoner eller grupper, som gennem teknisk, socialt, kunstnerisk eller design-relateret arbejde har gjort en særlig indsats til forståelsen af dagslyset. Tidligere prismodtagere inkluderer arkitekter, forskere, kunstnere og bygningseksperter. Med The Daylight and Building Component Award følger en pris på 100.000 Euro.
The Daylight and Building Component Award blev etableret i 1980 og bliver givet af to non-profit organisationer, som tilsammen udgør Veluxfondene. De to fondes formål er at uddele tilskud og priser, som støtter forskning og udbredelse inden for områderne naturvidenskab, teknologi, samfundsvidenskab, miljøet og kultur. 

## Historie
Til at begynde med, ved fondenes oprettelse i 1980, blev The Daylight and Building Component Award givet til danskere, som havde gjort en særlig indsats til forståelsen for og praktisk brug af dagslyset. Det betød, at mange af modtagerne af prisen i de tidlige år var arkitekter eller kunstnere, som havde arbejdet med dagslyset i en arkitektonisk eller designmæssig sammenhæng. 
Jørn Utzon, en af Danmarks mest berømte arkitekter i det 20. århundrede, var blandt den gruppe, der modtog prisen det første år. 
Gennem de følgende 25 år blev The Daylight and Building Component Award uddelt med mellemrum og ofte til store grupper hver gang. I 2006 blev The Daylight and Building Component Award givet til far-søn teamet Povl Wilhelm Wohlert og Claus Ditlev Wohlert Arkiveret 6. januar 2010 hos  Wayback Machine for deres livslange bidrag til Arkitektur, som blandt andet inkluderer Louisiana (kunstmuseum) – museum for moderne kunst nord for København.
I 2008 blev der indført nogle betydelige ændringer for The Daylight and Building Component Award. For det første blev den konverteret til en årlig pris med adskilte kategorier. Kandidaterne bliver bedømt af en priskomité inden for disse fire kategorier:
 
1. Dagslys design 

2. Bidrag til dagslys forskning 

3. Bidrag til bevidstheden om eller interessen for dagslys 

4. Bidrag til bevidstheden om industrielle bygningskomponenters betydning, værdi og praktiske anvendelse i hverdagen
The Daylight and Building Component Awards pris blev også fordoblet i 2008 til 100.000 Euro, og dermed er det en af verdens største priser af sin slags inden for arkitektur, videnskab og bygningsfællesskabet.
I 2010 blev The Daylight and Building Component Award givet til den amerikanske arkitekt James Carpenter, hvis seneste projekter inkluderer designet af 7 World Trade Center, den første bygning, der blev genopbygget på Ground Zero efter 11. september 2001.
Prisen bliver uddelt hvert andet år, og fejringen vil skiftevis foregå i Danmark og Schweiz.

## Liste over modtagere
| Year | Name                                                               | Country    | Comments |
| ---- | ------------------------------------------------------------------ | ---------- | --- |
| 1980 | Jørn Utzon Arkiveret 5. januar 2010 hos Wayback Machine            | Danmark    | Arkitekt. Hædret for sit livslange bidrag til arkitekturen. Utzons arbejde inkluderer Sydney Opera House og The Kuwait National Assembly. |
| 1980 | Jens Urup Jensen                                                   | Danmark    | Maler |
| 1980 | Knud Thomsen                                                       | Denmark    | Arkitekt |
| 1980 | Erik Flagsted Rasmussen                                            | Danmark    | Arkitekt |
| 1987 | Holger Jensen                                                      | Danmark    | |
| 1987 | Henning Larsen Arkiveret 2. februar 2010 hos Wayback Machine       | Danmark    | Arkitekt |
| 1988 | Per Sten Hebsgaard Arkiveret 16. november 2009 hos Wayback Machine | Danmark    | Glas kunstner |
| 1988 | Torben Hjort                                                       | Danmark    | Arkitekt |
| 1988 | Sven Åge Larsen                                                    | Danmark    | Keramik kunstner |
| 1988 | Niels Frithiof Truelsen                                            | Danmark    | Arkitekt |
| 2000 | H.N.Brandt                                                         | England    | Chef |
| 2005 | Jørgen Troelsen                                                    | Danmark    | Ingeniør |
| 2005 | Michael Langrand                                                   | France     | Chef |
| 2005 | István Kónya                                                       | Hungary    | Chef |
| 2006 | Povl Wilhelm Wohlert Arkiveret 6. januar 2010 hos Wayback Machine  | Danmark    | Arkitekt |
| 2006 | Claus Ditlev Wohlert Arkiveret 6. januar 2010 hos Wayback Machine  | Danmark    | Arkitekt |
| 2008 | Richard Perez                                                      | USA/France | Forsker |
| 2009 | Karl Lenhardt                                                      | Germany    | Opfinder |
| 2010 | James Carpenter                                                    | USA        | Arkitekt |

## External links and sources
- The VELUX FOUNDATIONS Arkiveret 22. november 2007 hos  Wayback Machine
- Louisiana kunstmuseum – Louisiana Museum of Modern Art Arkiveret 12. maj 2011 hos  Wayback Machine
- Sydney Opera House
- The National Assembly of Kuwait
- Wohlert Arkitekter Arkiveret 6. januar 2010 hos  Wayback Machine
- Utzon Center Arkiveret 5. januar 2010 hos  Wayback Machine
- Hebsgaard Glaskunst Arkiveret 16. november 2009 hos  Wayback Machine
- Henning Larsen Architects Arkiveret 2. februar 2010 hos  Wayback Machine
- JCDA